# Heliodoros från Emesa
Heliodoros (grekiska Ηλιόδωρος) från Emesa var en antik grekiskspråkig författare som skrev romanen En etiopisk berättelse. 
Heliodoros tros ha levt någon gång mellan 100- och 300-talen i vår tideräkning. I slutet av sitt verk identifierar han sig själv som en fenikier "av solens ätt"
Han skrev en kärlekssaga, Aithiopikon biblia deka eller på svenska En etiopisk berättelse som anses vara höjdpunkten och slutet på den senantika romantraditionen. Verket handlar om tessaliern Theagenes och den etiopiska kungadottern Charikleia. Den trycktes hos Hirschig i Scriptores erotici (1856).